# Lešek Boubela
Lešek Boubela (7. ledna 1910 – 1989) byl československý sportovní plavec a pólista, účastník olympijských her 1936.
Závodnímu plavání a vodnímu pólu se věnoval od roku 1926 ČPK Praha. Ve vodním pólu tvořil v třicátých letech dvacátého století údernou dvojici s Ladislavem Švehlou. V roce 1936 byl vybrán do základní sestavy týmu vodních pólistů startujících na olympijských hrách v Berlíně. Ještě před olympijskými hrami se stihl oženit s plavkyní Liese Würfelovou.
V roce 1937 se ze služebních důvodů přestěhoval do Brna a zároveň přestoupil do klubu brněnských vysokoškoláků VS Brno. Po jedné sezóně v Brně se vrátil do ČPK Praha. Sportovní kariéru ukončil v roce 1946.